# Oetophorus koreensis
Oetophorus koreensis là một loài tò vò trong họ Ichneumonidae.